# Bundesverband Musikindustrie
Bundesverband Musikindustrie (hay đơn giản là BVMI) là một tổ chức công nghiệp nhạc của Đức. Tổ chức này quản lý hơn 280 hãng đĩa thu âm và các dự án liên quan, tức 90% các hãng thu âm trong ngành công nghiệp nhạc.
Bundesverband Musikindustrie vốn là một thành viên của Liên đoàn Công nghiệp ghi âm quốc tế (International Federation Phonographic Industry - IFPI) có trụ sở ở thủ đô Luân Đôn, Anh. Ngoài ra liên đoàn IFPI cũng gồm 70 thành viên con của các quốc gia khác nhau. Công việc của BVMI là công bố bảng xếp hạng âm nhạc ở Đức và cấp chứng nhận doanh số đĩa thu âm cho các ấn hành nhạc được phát hành ở nước này.

## Chứng nhận

### Album
| Chứng nhận | Doanh số trước 24 tháng 9 năm 1999 | Doanh số từ 24 tháng 9 năm 1999-1 tháng 1 năm 2003 | Từ 1 tháng 1 năm 2003-nay |
| ---------- | ---------------------------------- | -------------------------------------------------- | ------------------------- |
| Vàng       | 250.000                            | 150.000                                            | 100.000                   |
| Bạch kim   | 500.000                            | 300.000                                            | 200.000                   |

### Đĩa đơn (single)
| Chứng nhận | Doanh số trước 1 tháng 1 năm 2003 | Từ 1 tháng 1 năm 2003-nay |
| ---------- | --------------------------------- | ------------------------- |
| Vàng       | 250.000                           | 150.000                   |
| Bạch kim   | 500.000                           | 300.000                   |

### Video
| Chứng nhận | Tháng 1, 2002-nay |
| ---------- | ----------------- |
| Vàng       | 25.000            |
| Bạch kim   | 50.000            |

### Các ấn hành nhạc jazz
| Chứng nhận | Từ tháng 1 năm 1992 |
| ---------- | ------------------- |
| Vàng       | 10.000              |
| Bạch kim   | 20.000              |